# Fronteira Angola–Namíbia
A fronteira entre Angola e Namíbia é a linha que limita os territórios de Angola e da Namíbia. De oeste para leste, a fronteira é definida pelo rio Cunene, na zona do deserto do Namibe, seguindo o percurso deste rio até às Quedas do Ruacaná. Aí passa a seguir uma linha recta segundo um paralelo até encontrar o rio Cubango. Segue o percurso deste até Mucusso, definindo depois o limite norte da faixa de Caprivi até à tríplice fronteira de ambos os países com a Zâmbia.
A rodovia Trípoli–Cidade do Cabo, que liga a província de Cunene (Angola) à província de Ohangwena (Namíbia), a única via terrestre de ligação entre os dois países, está dotada de um cruzamento em diagonal após os postos fronteiriços de Santa Clara do Cunene e Helão Nafidi para permitir a mudança do sentido de circulação automóvel; da direita para a esquerda no sentido Angola-Namíbia e, da esquerda para a direita no sentido Namíbia-Angola.
Do lado namibiano, as cidades mais perto da fronteira são Eenhana, Rundu, Nkurenkuru, Ruacana e Helão Nafidi. A leste de Rundu, a fronteira segue várias dezenas de quilómetros o curso rio Cubango, a montante do delta do Cubango na Botsuana .
Esta fronteira foi cenário de alguns combates na Guerra Civil Angolana.